# Eintracht Frankfurt 1992-1993
Questa voce raccoglie le informazioni riguardanti l'Eintracht Frankfurt nelle competizioni ufficiali della stagione 1992-1993.

## Stagione
Nella stagione 1992-1993 l'Eintracht Francoforte, allenato da Dragoslav Stepanović e Horst Heese, concluse il campionato di Bundesliga al 3º posto. In Coppa di Germania l'Eintracht Francoforte fu eliminato in semifinale dal Bayer Leverkusen. In Coppa UEFA l'Eintracht Francoforte fu eliminato al secondo turno dal Galatasaray.

## Rosa
| N. |                     | Ruolo | Calciatore           |
| -- | ------------------- | ----- | -------------------- |
| 9  | Ghana (bandiera)    | A     | Anthony Yeboah       |
| 10 | Nigeria (bandiera)  | C     | Jay-Jay Okocha       |
| 15 | Georgia (bandiera)  | D     | K'akhaber Tskhadadze |
| 17 | Germania (bandiera) | C     | Oliver Bunzenthal    |
| 21 | Serbia (bandiera)   | D     | Slobodan Komljenović |
| 22 | Serbia (bandiera)   | C     | Michael Aničić       |
| 28 | Germania (bandiera) | C     | Rudolf Bommer        |
|    | Germania (bandiera) | P     | Thomas Ernst         |
|    | Germania (bandiera) | P     | Uli Stein            |
|    | Polonia (bandiera)  | D     | Dariusz Adamczuk     |
|    | Germania (bandiera) | D     | Uwe Bindewald        |
|    | Germania (bandiera) | D     | Manfred Binz         |
|    | Germania (bandiera) | D     | Jochen Kientz        |
|    | Germania (bandiera) | D     | Michael Klein        |
|    | Germania (bandiera) | D     | Thomas Reis          |

| N. |                       | Ruolo | Calciatore          |
| -- | --------------------- | ----- | ------------------- |
|    | Germania (bandiera)   | D     | Dietmar Roth        |
|    | Brasile (bandiera)    | C     | Alessandro da Silva |
|    | Germania (bandiera)   | C     | Uwe Bein            |
|    | Germania (bandiera)   | C     | Ralf Falkenmayer    |
|    | Germania (bandiera)   | C     | Heinz Gründel       |
|    | Germania (bandiera)   | C     | Frank Möller        |
|    | Slovacchia (bandiera) | C     | Marek Penksa        |
|    | Germania (bandiera)   | C     | Stefan Studer       |
|    | Germania (bandiera)   | C     | Ralf Weber          |
|    | Germania (bandiera)   | C     | Dirk Wolf           |
|    | Norvegia (bandiera)   | A     | Jørn Andersen       |
|    | Germania (bandiera)   | A     | Axel Kruse          |
|    | Germania (bandiera)   | A     | Uwe Rahn            |
|    | Germania (bandiera)   | A     | Edgar Schmitt       |

## Organigramma societario
Area tecnica
- Allenatore: Horst Heese
- Allenatore in seconda: Ramon Berndroth
- Preparatore dei portieri: Werner Friese
- Preparatori atletici:

## Calciomercato

### Sessione estiva
| Acquisti | Acquisti       | Acquisti                         | Acquisti |
| R.       | Nome           | da                               | Modalità |
| -------- | -------------- | -------------------------------- | -------- |
| C        | Rudolf Bommer  | Vikt. Aschaffenburg              |          |
| C        | Jay-Jay Okocha | Borussia Neunkirchen             |          |
| C        | Marek Penksa   | Dukla B.B.                       |          |
| A        | Uwe Rahn       | Fortuna Düsseldorf               |          |
| D        | Thomas Reis    | Eintracht Francoforte (juniores) |          |

| Cessioni | Cessioni       | Cessioni          | Cessioni |
| R.       | Nome           | a                 | Modalità |
| -------- | -------------- | ----------------- | -------- |
| C        | Thomas Lasser  | Waldhof Mannheim  |          |
| C        | Andreas Möller | Juventus          |          |
| A        | Lothar Sippel  | Borussia Dortmund |          |

### Sessione invernale
| Acquisti | Acquisti             | Acquisti       | Acquisti |
| R.       | Nome                 | da             | Modalità |
| -------- | -------------------- | -------------- | -------- |
| D        | K'akhaber Tskhadadze | Dinamo Mosca   |          |
| D        | Dariusz Adamczuk     | Pogoń Stettino |          |

| Cessioni | Cessioni | Cessioni | Cessioni |
| R.       | Nome     | a        | Modalità |
| -------- | -------- | -------- | -------- |

## Risultati

### Bundesliga

#### Girone di andata
| Arbitro: | Wippermann |

|          |           |            |
| Binz 61’ | Marcatori | 19’ Zander |

| Arbitro: | Heynemann |

|  |           |            |
|  | Marcatori | 42’ Yeboah |

| Arbitro: | Habermann |

|            |           |             |
| Bommer 45’ | Marcatori | 50’ Kreuzer |

| Arbitro: | Theobald |

|             |           |                    |
| Leśniak 28’ | Marcatori | 56’ Bein 78’ Kruse |

| Arbitro: | Amerell |

|                                            |           |             |
| Yeboah 24’, 85’ Bein 46’ (rig.) Studer 75’ | Marcatori | 30’ Povlsen |

| Arbitro: | Fröhlich |

|                                           |           |                          |
| Nielsen 21’ (rig.) Criens 64’ Wynhoff 90’ | Marcatori | 7’ Kruse 38’, 54’ Yeboah |

| Arbitro: | Aust |

|           |           |                 |
| Kruse 42’ | Marcatori | 90’ (aut.) Roth |

| Brema 26 settembre 1992, ore 15:30 CEST 8ª giornata | Werder Brema | 0 – 0 referto | Eintracht Francoforte | Weserstadion (20 800 spett.)\| Arbitro: \| Führer \| |
| Arbitro:                                            | Führer       |               |                       |                                                      |

| Arbitro: | Schmidhuber |

|                                      |           |  |
| Yeboah 32’, 61’ Kruse 64’ Studer 80’ | Marcatori |  |

| Arbitro: | Assenmacher |

|              |           |               |
| Olivares 25’ | Marcatori | 21’, 27’ Bein |

| Arbitro: | Malbranc |

|                      |           |                     |
| Schmitt 44’ Rahn 45’ | Marcatori | 9’ Kirsten 21’ Kree |

| Arbitro: | Weber |

|                                                |           |                    |
| Kir'jakov 29’ Krieg 61’ Bender 68’, 90’ (rig.) | Marcatori | 10’ (aut.) Nowotny |

| Arbitro: | Osmers |

|                                             |           |             |
| Bein 10’ (rig.) Yeboah 68’, 74’ Schmitt 87’ | Marcatori | 25’ Wegmann |

| Gelsenkirchen 21 novembre 1992, ore 15:30 CET 14ª giornata | Schalke 04 | 0 – 0 referto | Eintracht Francoforte | Parkstadion (51 600 spett.)\| Arbitro: \| Harder \| |
| Arbitro:                                                   | Harder     |               |                       |                                                     |

| Arbitro: | Ziller |

|             |           |  |
| Schmitt 17’ | Marcatori |  |

| Arbitro: | Kasper |

|  |           |                   |
|  | Marcatori | 36’ Rahn 88’ Roth |

| Arbitro: | Dardenne |

|                               |           |                                    |
| Yeboah 3’ Rahn 13’ Okocha 36’ | Marcatori | 22’ Rohde 64’ Spies 66’ von Heesen |

#### Girone di ritorno
| Arbitro: | Strampe |

|  |           |                        |
|  | Marcatori | 54’ Schmitt 75’ Okocha |

| Arbitro: | Dellwing |

|                      |           |          |
| Bein 30’ Schmitt 45’ | Marcatori | 87’ Rudy |

| Arbitro: | Strigel |

|              |           |  |
| Matthäus 27’ | Marcatori |  |

| Arbitro: | Fröhlich |

|                                   |           |          |
| Andersen 4’, 58’ Schmitt 13’, 78’ | Marcatori | 36’ Fink |

| Arbitro: | Steinborn |

|                                               |           |  |
| Zorc 77’ Falkenmayer 86’ (aut.) Chapuisat 90’ | Marcatori |  |

| Arbitro: | Albrecht |

|             |           |                                         |
| Schmitt 62’ | Marcatori | 51’ Dahlin 55’ Klinkert 86’ Kastenmaier |

| Saarbrücken 2 aprile 1993, ore 19:30 CEST 24ª giornata | Saarbrücken | 0 – 0 referto | Eintracht Francoforte | Ludwigsparkstadion (29 000 spett.)\| Arbitro: \| Führer \| |
| Arbitro:                                               | Führer      |               |                       |                                                            |

| Arbitro: | Krug |

|                                   |           |  |
| Schmitt 45’ Yeboah 76’ Bommer 90’ | Marcatori |  |

| Arbitro: | Amerell |

|                      |           |                             |
| Walter 8’ Kienle 88’ | Marcatori | 18’ (rig.) Kruse 47’ Yeboah |

| Francoforte sul Meno 24 aprile 1993, ore 20:00 CEST 27ª giornata | Eintracht Francoforte | 0 – 0 referto | Norimberga | Waldstadion (26 000 spett.)\| Arbitro: \| Weber \| |
| Arbitro:                                                         | Weber                 |               |            |                                                    |

| Arbitro: | Ziller |

|              |           |            |
| Hoffmann 12’ | Marcatori | 65’ Yeboah |

| Arbitro: | Assenmacher |

|                                               |           |           |
| Yeboah 3’ Kruse 18’ Bein 40’ (rig.) Weber 81’ | Marcatori | 65’ Rolff |

| Arbitro: | Dellwing |

|             |           |  |
| Wegmann 56’ | Marcatori |  |

| Arbitro: | Heynemann |

|  |           |                                           |
|  | Marcatori | 72’ Sendscheid 77’ Büskens 90’ Mihajlović |

| Arbitro: | Wiesel |

|                      |           |                                     |
| Walz 25’ Jüptner 48’ | Marcatori | 3’, 34’, 53’, 85’ Yeboah 36’ Aničić |

| Arbitro: | Kasper |

|                                   |           |  |
| Binz 16’ Bindewald 64’ Yeboah 71’ | Marcatori |  |

| Arbitro: | Scheuerer |

|            |           |                        |
| Babbel 72’ | Marcatori | 27’ Yeboah 73’ Schmitt |

### Coppa di Germania
| Arbitro: | Fischer |

|                    |           |                               |
| Sauer 89’ Raab 90’ | Marcatori | 36’ Binz 38’ Klein 84’ Yeboah |

| Arbitro: | Weise |

|            |           |                           |
| Škorić 16’ | Marcatori | 31’ Kruse 46’, 86’ Yeboah |

| Arbitro: | Gläser |

|                                          |           |              |
| Yeboah 100’ Schmitt 106’, 107’ Binz 110’ | Marcatori | 120’ Winkler |

| Arbitro: | Best |

|                                  |           |            |
| Kruse 15’ Okocha 45’ Schmitt 67’ | Marcatori | 40’ Meinke |

| Arbitro: | Heynemann |

|                         |                      |                               |
| Šmarov 50’              | Marcatori            | 40’ Yeboah                    |
| Reich Metz Wittwer Carl | Tiri di rigore 3 – 5 | Bein Bommer Binz Okocha Stein |

| Arbitro: | Harder |

|  |           |                          |
|  | Marcatori | 6’, 75’ Thom 72’ Kirsten |

### Coppa UEFA
| Arbitro: | Deda |

|                          |           |                     |
| Jóźwiak 19’ Koniarek 26’ | Marcatori | 68’ Yeboah 84’ Wolf |

| Arbitro: | Mottram |

|                                                                |           |  |
| Kruse 8’, 14’, 37’ Yeboah 21’, 22’, 36’, 69’ Rahn 83’ Bein 89’ | Marcatori |  |

| Francoforte sul Meno 21 ottobre 1992, ore CET Secondo turno | Eintracht Francoforte | 0 – 0 referto | Galatasaray | Waldstadion (40 000 spett.)\| Arbitro: \| McGinlay \| |
| Arbitro:                                                    | McGinlay              |               |             |                                                       |

| Arbitro: | Pairetto |

|              |           |  |
| Tütüneker 6’ | Marcatori |  |

## Statistiche

### Statistiche di squadra
| Competizione      | Punti | In casa | In casa | In casa | In casa | In casa | In casa | In trasferta | In trasferta | In trasferta | In trasferta | In trasferta | In trasferta | Totale | Totale | Totale | Totale | Totale | Totale | DR  |
| Competizione      | Punti | G       | V       | N       | P       | Gf      | Gs      | G            | V            | N            | P            | Gf           | Gs           | G      | V      | N      | P      | Gf     | Gs     | DR  |
| ----------------- | ----- | ------- | ------- | ------- | ------- | ------- | ------- | ------------ | ------------ | ------------ | ------------ | ------------ | ------------ | ------ | ------ | ------ | ------ | ------ | ------ | --- |
| Bundesliga        | 44    | 17      | 9       | 6       | 2       | 38      | 19      | 17           | 7            | 6            | 4            | 23           | 20           | 34     | 16     | 12     | 6      | 61     | 39     | +22 |
| Coppa di Germania | -     | 3       | 2       | 0       | 1       | 7       | 5       | 3            | 2            | 1            | 0            | 7            | 4            | 6      | 4      | 1      | 1      | 14     | 9      | +5  |
| Coppa UEFA        | -     | 2       | 1       | 1       | 0       | 9       | 0       | 2            | 0            | 1            | 1            | 2            | 3            | 4      | 1      | 2      | 1      | 11     | 3      | +8  |
| Totale            | 44    | 22      | 12      | 7       | 3       | 54      | 24      | 22           | 9            | 8            | 5            | 32           | 27           | 44     | 21     | 15     | 8      | 86     | 51     | +35 |

### Andamento in campionato
| Giornata  | 1 | 2 | 3 | 4 | 5 | 6 | 7 | 8 | 9 | 10 | 11 | 12 | 13 | 14 | 15 | 16 | 17 | 18 | 19 | 20 | 21 | 22 | 23 | 24 | 25 | 26 | 27 | 28 | 29 | 30 | 31 | 32 | 33 | 34 |
| --------- | - | - | - | - | - | - | - | - | - | -- | -- | -- | -- | -- | -- | -- | -- | -- | -- | -- | -- | -- | -- | -- | -- | -- | -- | -- | -- | -- | -- | -- | -- | -- |
| Luogo     | C | T | C | T | C | T | C | T | C | T  | C  | T  | C  | T  | C  | T  | C  | T  | C  | T  | C  | T  | C  | T  | C  | T  | C  | T  | C  | T  | C  | T  | C  | T  |
| Risultato | N | V | N | V | V | N | N | N | V | V  | N  | P  | V  | N  | V  | V  | N  | V  | V  | P  | V  | P  | P  | N  | V  | N  | N  | N  | V  | P  | P  | V  | V  | V  |
| Posizione | 7 | 5 | 7 | 3 | 2 | 3 | 3 | 3 | 2 | 2  | 2  | 4  | 2  | 2  | 2  | 2  | 2  | 2  | 2  | 3  | 2  | 3  | 3  | 4  | 3  | 3  | 4  | 4  | 4  | 4  | 4  | 4  | 4  | 3  |

Legenda:

Luogo: C = Casa; T = Trasferta. Risultato: V = Vittoria; N = Pareggio; P = Sconfitta.

### Statistiche dei giocatori
| Giocatore      | Bundesliga | Bundesliga | Bundesliga  | Bundesliga | Coppa di Germania | Coppa di Germania | Coppa di Germania | Coppa di Germania | Coppa UEFA | Coppa UEFA | Coppa UEFA  | Coppa UEFA | Totale   | Totale | Totale      | Totale     |
| Giocatore      | Presenze   | Reti       | Ammonizioni | Espulsioni | Presenze          | Reti              | Ammonizioni       | Espulsioni        | Presenze   | Reti       | Ammonizioni | Espulsioni | Presenze | Reti   | Ammonizioni | Espulsioni |
| -------------- | ---------- | ---------- | ----------- | ---------- | ----------------- | ----------------- | ----------------- | ----------------- | ---------- | ---------- | ----------- | ---------- | -------- | ------ | ----------- | ---------- |
| D. Adamczuk    | 5          | 0          | 1           | 0          | 0                 | 0                 | 0                 | 0                 | 0          | 0          | 0           | 0          | 5        | 0      | 1           | 0          |
| J. Andersen    | 6          | 2          | 0           | 0          | 1                 | 0                 | 0                 | 0                 | 1          | 0          | 0           | 0          | 8        | 2      | 0           | 0          |
| M. Aničić      | 9          | 1          | 0           | 0          | 0                 | 0                 | 0                 | 0                 | 0          | 0          | 0           | 0          | 9        | 1      | 0           | 0          |
| U. Bein        | 25         | 7          | 4           | 0          | 5                 | 0                 | 0                 | 0                 | 2          | 1          | 0           | 0          | 32       | 8      | 4           | 0          |
| U. Bindewald   | 33         | 1          | 2           | 0          | 6                 | 0                 | 1                 | 1                 | 4          | 0          | 0           | 0          | 43       | 1      | 3           | 1          |
| M. Binz        | 34         | 2          | 4           | 0          | 6                 | 2                 | 1                 | 0                 | 4          | 0          | 1           | 0          | 44       | 4      | 6           | 0          |
| R. Bommer      | 24         | 2          | 0           | 0          | 5                 | 0                 | 0                 | 0                 | 4          | 0          | 1           | 0          | 33       | 2      | 1           | 0          |
| O. Bunzenthal  | 0          | 0          | 0           | 0          | 0                 | 0                 | 0                 | 0                 | 0          | 0          | 0           | 0          | 0        | 0      | 0           | 0          |
| T. Ernst       | 0          | 0          | 0           | 0          | 0                 | 0                 | 0                 | 0                 | 0          | 0          | 0           | 0          | 0        | 0      | 0           | 0          |
| R. Falkenmayer | 17         | 0          | 1           | 0          | 3                 | 0                 | 1                 | 0                 | 1          | 0          | 0           | 0          | 21       | 0      | 2           | 0          |
| H. Gründel     | 0          | 0          | 0           | 0          | 0                 | 0                 | 0                 | 0                 | 0          | 0          | 0           | 0          | 0        | 0      | 0           | 0          |
| J. Kientz      | 1          | 0          | 0           | 0          | 0                 | 0                 | 0                 | 0                 | 0          | 0          | 0           | 0          | 1        | 0      | 0           | 0          |
| M. Klein       | 7          | 0          | 0           | 0          | 1                 | 1                 | 0                 | 0                 | 1          | 0          | 0           | 0          | 9        | 1      | 0           | 0          |
| S. Komljenović | 18         | 0          | 1           | 0          | 3                 | 0                 | 0                 | 0                 | 0          | 0          | 0           | 0          | 21       | 0      | 1           | 0          |
| A. Kruse       | 28         | 6          | 9           | 0          | 6                 | 2                 | 3                 | 0                 | 4          | 3          | 1           | 0          | 38       | 11     | 13          | 0          |
| F. Möller      | 1          | 0          | 0           | 0          | 0                 | 0                 | 0                 | 0                 | 1          | 0          | 0           | 0          | 2        | 0      | 0           | 0          |
| J. Okocha      | 20         | 2          | 2           | 0          | 3                 | 1                 | 0                 | 0                 | 3          | 0          | 0           | 0          | 26       | 3      | 2           | 0          |
| M. Penksa      | 12         | 0          | 0           | 0          | 3                 | 0                 | 0                 | 0                 | 1          | 0          | 0           | 0          | 16       | 0      | 0           | 0          |
| U. Rahn        | 12         | 3          | 0           | 0          | 1                 | 0                 | 0                 | 0                 | 2          | 1          | 0           | 0          | 15       | 4      | 0           | 0          |
| T. Reis        | 3          | 0          | 1           | 0          | 1                 | 0                 | 0                 | 0                 | 0          | 0          | 0           | 0          | 4        | 0      | 1           | 0          |
| D. Roth        | 26         | 1          | 4           | 1          | 4                 | 0                 | 1                 | 0                 | 4          | 0          | 1           | 0          | 34       | 1      | 6           | 1          |
| E. Schmitt     | 23         | 10         | 5           | 1          | 6                 | 3                 | 2                 | 0                 | 1          | 0          | 0           | 0          | 30       | 13     | 7           | 1          |
| A. Silva       | 1          | 0          | 0           | 0          | 0                 | 0                 | 0                 | 0                 | 0          | 0          | 0           | 0          | 1        | 0      | 0           | 0          |
| U. Stein       | 34         | 0          | 0           | 0          | 6                 | 0                 | 0                 | 0                 | 4          | 0          | 0           | 0          | 44       | 0      | 0           | 0          |
| S. Studer      | 21         | 2          | 3           | 0          | 4                 | 0                 | 1                 | 0                 | 4          | 0          | 1           | 0          | 29       | 2      | 5           | 0          |
| K. Tskhadadze  | 17         | 0          | 4           | 0          | 1                 | 0                 | 1                 | 0                 | 0          | 0          | 0           | 0          | 18       | 0      | 5           | 0          |
| R. Weber       | 25         | 1          | 5           | 1          | 4                 | 0                 | 1                 | 0                 | 3          | 0          | 0           | 0          | 32       | 1      | 6           | 1          |
| D. Wolf        | 11         | 0          | 0           | 0          | 3                 | 0                 | 0                 | 0                 | 3          | 1          | 0           | 0          | 17       | 1      | 0           | 0          |
| T. Yeboah      | 27         | 20         | 2           | 1          | 6                 | 5                 | 0                 | 0                 | 4          | 5          | 0           | 0          | 37       | 30     | 2           | 1          |